# Idioma portugués en África

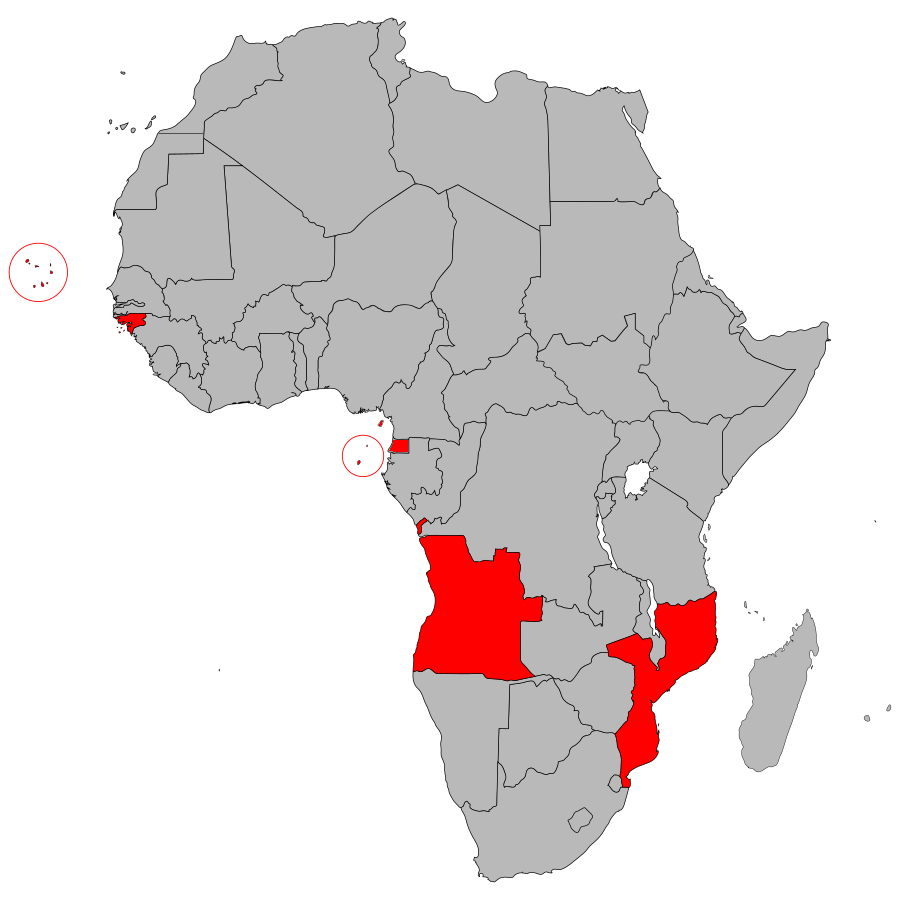
El Idioma portugués en África, resaltado en rojo.

El portugués se habla en varios Estados africanos como legado del Imperio portugués, y es el idioma oficial en cinco de ellos: Angola, Mozambique, Guinea-Bisáu, Guinea Ecuatorial, Cabo Verde y Santo Tomé y Príncipe. Hay comunidades lusohablantes en la mayoría de los países del sur de África, una mezcla de colonos portugueses y angoleños y mozambiqueños que emigraron de sus países respectivos durante las sendas guerras civiles. Una estimación aproximada dice que hay cerca de 14 millones de personas de habla portuguesa en África pero, dependiendo de los criterios aplicados, el número incluso podría ser considerablemente mayor (41 millones, si se incluye a los hablantes de portugués como segundo idioma). Al igual que el francés y el inglés, el portugués se ha convertido en una lengua post-colonial en África y en uno de los idiomas de trabajo de la Unión Africana (UA) y la Comunidad de Desarrollo del África Meridional (SADC). El portugués coexiste en Guinea-Bisáu, Cabo Verde y Santo Tomé y Príncipe con los criollos de base portuguesa (criollos de Alta Guinea y del golfo de Guinea), y en Angola, Mozambique y Guinea-Bisáu con lenguas africanas autóctonas (principalmente de la familia Níger-Congo).
En África, el portugués experimenta la competencia por parte de otros idiomas europeos más extendidos como el francés y el inglés. Cabo Verde, Guinea-Bisáu y Santo Tomé y Príncipe son todos ellos miembros de La Francofonía, mientras que Mozambique es miembro de la Mancomunidad de Naciones y tiene estatus de observador en La Francofonía. Por el contrario, Guinea Ecuatorial ha anunciado su decisión de introducir el portugués como su tercer idioma oficial, además del español y el francés, y ha hecho una solicitud para ser miembro de la CPLP. Mauricio y Senegal también se han unido a la CPLP como miembros asociados observadores.

## Distribución geográfica
Los Estados-nación con el portugués como idioma oficial en África se conocen por las siglas PALOP (Países Africanos de Lengua Oficial Portuguesa) e incluyen los siguientes: 
- Angola
- Cabo Verde
- Guinea-Bisáu
- Guinea Ecuatorial
- Mozambique
- Santo Tomé y Príncipe

El portugués es un idioma primordialmente urbano que tiene una presencia reducida en las zonas rurales, a excepción de Angola y Santo Tomé y Príncipe, donde la lengua está más extendida. 
Sudáfrica también cuenta con aproximadamente 300.000 hablantes de portugués, principalmente colonos de Madeira y angoleños y mozambiqueños blancos de origen portugués, que emigraron a partir de 1975, a raíz de la independencia de las antiguas colonias. Las sendas guerras civiles en Angola y Mozambique también dieron lugar a migraciones más recientes de los refugiados (algunos de los cuales hablan portugués) a los países vecinos como la República Democrática del Congo, Namibia, Zambia y Sudáfrica. Otras migraciones involucradas en regresar exesclavos afrobrasileños a lugares como Nigeria, Benín, Togo, Angola y Mozambique. También hay algunos que vuelven blancos portugueses refugiados africanos y sus descendientes procedentes de Brasil, Portugal y Sudáfrica a sus antiguos territorios afro-controlados, principalmente a Angola y Mozambique, y lo más importante, no es la llegada de colonos post-coloniales portugueses a Angola en los últimos años, debido a los intereses económicos de Portugal en el auge económico de Angola. 
Senegal tiene su propio vínculo lusófono con una destacable comunidad de caboverdianos en Dakar y los altavoces de Guinea-Bisáu criolla en su región meridional de Casamance, que una vez fue parte del imperio colonial portugués. El portugués es enseñado como idioma extranjero en todo el país. En 2008, Senegal se convirtió en una nación observadora en la CPLP. 
Guinea Ecuatorial, que fue colonia portuguesa entre 1472 y 1778, tiene una pequeña comunidad lusoparlante y es una nación observadora en la CPLP. 
Mauricio, una isla multilingüe en el océano Índico, tiene fuertes lazos culturales con Mozambique. Los portugueses fueron los primeros europeos en avistar la isla. En 2006, Mauricio se unió a la CPLP como miembro asociado. 
Como compañero miembro de la SADC, Zambia ha introducido la enseñanza del idioma portugués en su sistema de educación primaria, en parte debido a la presencia de una notable población angoleña allí.
El papel de los portugueses en África 
Como idioma oficial que es, el portugués sirve en los ámbitos de la administración, la educación, el derecho, la política y los medios de comunicación. Dada la diversidad lingüística existente en los PALOP, el portugués también sirve al propósito de lengua franca que permite la comunicación entre compañeros, ciudadanos de diferentes orígenes étnicos y lingüísticos. 
Además, el portugués vincula a los países PALOP entre sí con Portugal, Timor Oriental, Macao y Brasil, en sí misma una excolonia portuguesa. 
La música es un lenguaje en que los perfiles lingüísticos de los PALOP han aumentado. Muchos artistas de los PALOP, además de cantar en sus idiomas maternos, cantan en portugués en un grado u otro. El éxito de estos artistas en la industria de la música del mundo aumenta la conciencia internacional del portugués como una lengua africana. 
En el ámbito literario, el portugués juega un papel importante como nexo entre los PALOP. Autores como Luandino Vieira, Mia Couto, Lopito Feijóo, Luis Kandjimbo, Manuel Rui o Ondjaki han hecho valiosas contribuciones a la literatura de habla portuguesa.